# Woiwodschaft Katowice

Entwicklung der Grenzen der Woiwodschaft Schlesien bzw. Katowice

Die Woiwodschaft Katowice (polnisch województwo katowickie) war in den Jahren 1950 bis 1998 eine polnische Verwaltungseinheit, die 1999 im Zuge einer Verwaltungsreform in der heutigen Woiwodschaft Schlesien aufging. Hauptstadt war das namensgebende Katowice und sie umfasste das ganze Oberschlesische Industriegebiet, damit am stärksten industrialisiert in Polen war. Die Woiwodschaft wurde oft mit „Schlesien“ umgangssprachlich gleichgesetzt, obwohl immer ein bedeutender Teil historisch zu Kleinpolen gehörte. Der erste Projekt der Umbenennung der Woiwodschaft Schlesien (1945–1950) (auch śląsko–dąbrowskie  – schlesisch–dombrowaer) nach der Hauptstadt tauchte im Jahr 1947 auf.

## 1950 bis 1975

Woiwodschaft Katowice 1950–1975

1950 wurde die Woiwodschaft Schlesien zwischen Oppeln und Kattowitz geteilt. 1951 wurde Bielsko mit Biała Krakowska als Bielsko-Biała vereinigt und der westliche Teil des aufgehobenen Powiats Biała aus der Woiwodschaft Krakau angeschlossen. Die Grenzen der Woiwodschaft wurden erstmals der Grenzen der heutigen Woiwodschaft Schlesien so ähnlich: mit Częstochowa und Bielsko-Biała, jedoch ohne Racibórz, Jaworzno und Żywiec. Die Fläche zählte 9550 km², 1974 lebten dort 3.910.327 Personen (409.46 Personen/km²), davon 78,33 % in Städten.
Vom 7. März 1953 bis zum 20. Dezember 1956 trug die Woiwodschaft zu Ehren Josef Stalins den Namen województwo stalinogrodzkie.
In den Jahren 1950 bis 1964 war Jerzy Ziętek 1. Vertreter und dann 1964 bis 1973 Vorsitzender des Nationalen Woiwodschaftsrats. In den Jahren 1973–1975 war er Woiwode. Von 1957 bis 1970 erwarb Edward Gierek sich als Erster Sekretär des Woiwodschaftskomitees eine gewisse Popularität, die ihm nach den Dezemberunruhen 1970 und dem Sturz Władysław Gomułkas den Aufstieg an die Staatsspitze ermöglichten.

## 1975 bis 1998

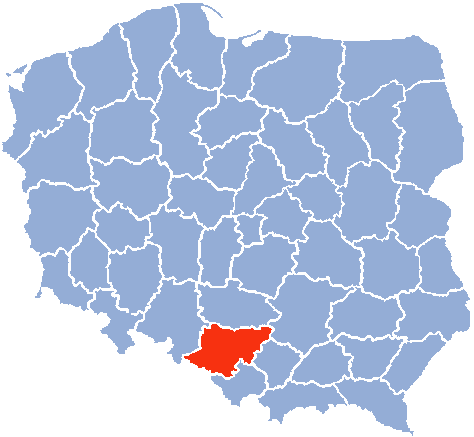
Woiwodschaft Katowice 1975–1998

1975 wurde die Woiwodschaft Kattowitz verkleinert: im Norden wurde die Woiwodschaft Częstochowa und im Süden die Woiwodschaft Bielsko-Biała ausgegliedert. Gleichzeitig wurde der Powiat Raciborski mit Racibórz aus der Woiwodschaft Oppeln, sowie Jaworzno und Teile der Powiaten Chrzanowski, Olkuski und Oświęcimski aus der Woiwodschaft Krakau angegliedert. Die Fläche zählte 6650 km², 1998 lebten dort 3.894.900 Personen (585.7 Personen/km²), davon 86,25 % in Städten.
Das Wappen der Woiwodschaft war ab dem 9. Mai 1997 der Oberschlesische Adler.
Bedeutende Städte waren (Einwohnerzahlen von 1995):
| 1. Katowice (354.200) 2. Sosnowiec (249.000) 3. Bytom (227.600) 4. Gliwice (214.000) 5. Zabrze (201.600) | 1. Ruda Śląska (166.300) 2. Rybnik (144.300) 3. Tychy (133.900) 4. Dąbrowa Górnicza (130.900) 5. Chorzów (125.800) |